# Calcio ai XV Giochi del Mediterraneo
Le competizioni calcistiche ai XV Giochi del Mediterraneo si sono svolte solo per la categoria maschile fra 9 squadre, divise per la fase delle qualificazioni in tre gironi da 3 squadre l'uno.
Le fasi preliminari si sono svolte nei tre stadi di Roquetas de Mar, El Ejido e Vícar. Le prime due strutture hanno anche ospitato i quarti di finale. La finale per il terzo posto è stata ospitata a Roquetas de Mar mentre la finale dallo Stadio del Mediterraneo di Almería.

## Riassunto gruppi
| Gruppo A             | Gruppo B             | Gruppo C               |
| -------------------- | -------------------- | ---------------------- |
| Roquetas de Mar      | El Ejido             | Vícar                  |
| Italia Marocco Libia | Spagna Turchia Malta | Tunisia Grecia Algeria |

## Risultati

### Fase a gironi

#### Gruppo A
| Gruppo A | Gruppo A | Gruppo A | Gruppo A | Gruppo A | Gruppo A | Gruppo A | Gruppo A | Gruppo A |
| Squadra  | G        | V        | N        | P        | F        | S        | DR       | PT       |
| -------- | -------- | -------- | -------- | -------- | -------- | -------- | -------- | -------- |
| Italia   | 3        | 1        | 1        | 0        | 3        | 0        | +3       | 4        |
| Libia    | 3        | 1        | 0        | 1        | 1        | 3        | -2       | 3        |
| Marocco  | 3        | 0        | 1        | 1        | 0        | 1        | -1       | 1        |

| Roquetas de Mar 23 giugno 2005                                         | Italia    | 3 – 0 | Libia | Estadio Antonio Peroles |
| \| \| \| \| \| Vantaggiato 34’ Iunco 79’ Masini 90’ \| Marcatori \| \| |           |       |       |                         |
|                                                                        |           |       |       |                         |
| Vantaggiato 34’ Iunco 79’ Masini 90’                                   | Marcatori |       |       |                         |

| Roquetas de Mar 25 giugno 2005                      | Libia     | 1 – 0 | Marocco | Estadio Antonio Peroles |
| \| \| \| \| \| El-Khatroushi 38’ \| Marcatori \| \| |           |       |         |                         |
|                                                     |           |       |         |                         |
| El-Khatroushi 38’                                   | Marcatori |       |         |                         |

| Roquetas de Mar 27 giugno 2005 | Italia | 0 – 0 | Marocco | Estadio Antonio Peroles |

#### Gruppo B
| Gruppo B | Gruppo B | Gruppo B | Gruppo B | Gruppo B | Gruppo B | Gruppo B | Gruppo B | Gruppo B |
| Squadra  | G        | V        | N        | P        | F        | S        | DR       | PT       |
| -------- | -------- | -------- | -------- | -------- | -------- | -------- | -------- | -------- |
| Turchia  | 3        | 1        | 1        | 0        | 6        | 1        | +5       | 4        |
| Spagna   | 3        | 1        | 1        | 0        | 3        | 1        | +1       | 4        |
| Malta    | 3        | 0        | 0        | 2        | 0        | 7        | -7       | 0        |

| El Ejido 23 giugno 2005                                  | Spagna    | 2 – 0 | Malta | Estadio Municipal Santo Domingo |
| \| \| \| \| \| Kepa 77’ Arizmendi 82’ \| Marcatori \| \| |           |       |       |                                 |
|                                                          |           |       |       |                                 |
| Kepa 77’ Arizmendi 82’                                   | Marcatori |       |       |                                 |

| El Ejido 25 giugno 2005                               | Turchia   | 1 – 1      | Spagna | Estadio Municipal Santo Domingo |
| \| \| \| \| \| Aksu 65’ \| Marcatori \| 52’ Puerta \| |           |            |        |                                 |
|                                                       |           |            |        |                                 |
| Aksu 65’                                              | Marcatori | 52’ Puerta |        |                                 |

| El Ejido 27 giugno 2005                                                       | Turchia   | 5 – 0 | Malta | Estadio Municipal Santo Domingo |
| \| \| \| \| \| Sungur 47’ Aksu 63’ Turan 76’, 87’ Reis 90’ \| Marcatori \| \| |           |       |       |                                 |
|                                                                               |           |       |       |                                 |
| Sungur 47’ Aksu 63’ Turan 76’, 87’ Reis 90’                                   | Marcatori |       |       |                                 |

#### Gruppo C
| Gruppo C | Gruppo C | Gruppo C | Gruppo C | Gruppo C | Gruppo C | Gruppo C | Gruppo C | Gruppo C |
| Squadra  | G        | V        | N        | P        | F        | S        | DR       | PT       |
| -------- | -------- | -------- | -------- | -------- | -------- | -------- | -------- | -------- |
| Algeria  | 3        | 1        | 1        | 0        | 3        | 2        | +1       | 4        |
| Tunisia  | 3        | 0        | 2        | 0        | 3        | 3        | 0        | 2        |
| Grecia   | 3        | 0        | 1        | 1        | 1        | 2        | -1       | 1        |

| Vícar 23 giugno 2005                                                       | Algeria   | 2 – 2                  | Tunisia | Estadio Municipal de Vícar |
| \| \| \| \| \| Hanitser 33’, 83’ \| Marcatori \| 29’ Melliti 39’ Labidi \| |           |                        |         |                            |
|                                                                            |           |                        |         |                            |
| Hanitser 33’, 83’                                                          | Marcatori | 29’ Melliti 39’ Labidi |         |                            |

| Vícar 25 giugno 2005                                       | Tunisia   | 1 – 1          | Grecia | Estadio Municipal de Vícar |
| \| \| \| \| \| Ben Yahia \| Marcatori \| 39’ Arampatzīs \| |           |                |        |                            |
|                                                            |           |                |        |                            |
| Ben Yahia                                                  | Marcatori | 39’ Arampatzīs |        |                            |

| Vícar 27 giugno 2005                         | Algeria   | 2 – 1 | Grecia | Estadio Municipal de Vícar |
| \| \| \| \| \| Metref 37’ \| Marcatori \| \| |           |       |        |                            |
|                                              |           |       |        |                            |
| Metref 37’                                   | Marcatori |       |        |                            |

### Fase finale
|  | Quarti di finale | Quarti di finale |           |       | Semifinali                | Semifinali                |  |  | Finale   | Finale |
|  |                  |                  |           |       |                           |                           |  |  |          |        |
|  | 29 giugno        |                  |           |       |                           |                           |  |  |          |        |
|  |                  |                  |           |       |                           |                           |  |  |          |        |
|  | Italia           | 1                |           |       |                           |                           |  |  |          |        |
|  | Italia           | 1                | 1º luglio |       |                           |                           |  |  |          |        |
|  | Spagna           | 2                |           |       |                           |                           |  |  |          |        |
|  | Spagna           | 2                | Spagna    | 5     |                           |                           |  |  |          |        |
|  | 29 giugno        |                  | Spagna    | 5     |                           |                           |  |  |          |        |
|  |                  | Libia            | 0         |       |                           |                           |  |  |          |        |
|  | Libia            | Libia            | 0         | 1 (4) |                           |                           |  |  |          |        |
|  | Libia            |                  | 3 luglio  | 1 (4) |                           |                           |  |  |          |        |
|  | Tunisia          | 1 (3)            |           |       |                           |                           |  |  |          |        |
|  | Tunisia          | 1 (3)            | Spagna    | 1     |                           |                           |  |  |          |        |
|  | 29 giugno        |                  | Spagna    | 1     |                           |                           |  |  |          |        |
|  |                  | Turchia          | 0         |       |                           |                           |  |  |          |        |
|  | Turchia          | Turchia          | 0         | 1     |                           |                           |  |  |          |        |
|  | Turchia          | 1º luglio        |           | 1     |                           |                           |  |  |          |        |
|  | Grecia           | 0                |           |       |                           |                           |  |  |          |        |
|  | Grecia           | 0                | Turchia   | 1     | Finale per il terzo posto | Finale per il terzo posto |  |  |          |        |
|  | 29 giugno        |                  | Turchia   | 1     | Finale per il terzo posto | Finale per il terzo posto |  |  |          |        |
|  |                  | Marocco          | 0         |       |                           |                           |  |  |          |        |
|  | Algeria          | Marocco          | 0         | 0     | Marocco                   | 1 (3)                     |  |  |          |        |
|  | Algeria          |                  |           | 0     | Marocco                   | 1 (3)                     |  |  |          |        |
|  | Marocco          | 2                |           | Libia | 1 (4)                     |                           |  |  |          |        |
|  | Marocco          | 2                |           |       | 1 (4)                     |                           |  |  |          |        |
|  |                  |                  |           |       |                           |                           |  |  | 3 luglio |        |
|  |                  |                  |           |       |                           |                           |  |  |          |        |

#### Quarti di finale
| Roquetas de Mar 29 giugno 2005                                                      | Libia                | 1 – 1 (d.t.s.) | Tunisia | Estadio Antonio Peroles |
| \| \| \| \| \| Ezwawi \| Marcatori \| Ben Yahia \| \| \| Tiri di rigore 4 – 3 \| \| |                      |                |         |                         |
|                                                                                     |                      |                |         |                         |
| Ezwawi                                                                              | Marcatori            | Ben Yahia      |         |                         |
|                                                                                     | Tiri di rigore 4 – 3 |                |         |                         |

| Roquetas de Mar 29 giugno 2005                    | Marocco   | 2 – 0 | Algeria | Stadio Antonio Peroles |
| \| \| \| \| \| Souari 67’, 45’ \| Marcatori \| \| |           |       |         |                        |
|                                                   |           |       |         |                        |
| Souari 67’, 45’                                   | Marcatori |       |         |                        |

| El Ejido 29 giugno 2005                    | Turchia   | 1 – 0 | Grecia | Estadio Municipal Santo Domingo |
| \| \| \| \| \| Aksu 34’ \| Marcatori \| \| |           |       |        |                                 |
|                                            |           |       |        |                                 |
| Aksu 34’                                   | Marcatori |       |        |                                 |

| El Ejido 29 giugno 2005                                                   | Spagna    | 2 – 1           | Italia | Estadio Municipal Santo Domingo |
| \| \| \| \| \| Montañes 67’ Puerta 80’ \| Marcatori \| 43’ Vantaggiato \| |           |                 |        |                                 |
|                                                                           |           |                 |        |                                 |
| Montañes 67’ Puerta 80’                                                   | Marcatori | 43’ Vantaggiato |        |                                 |

#### Semifinali
| Roquetas de Mar 1º luglio 2005              | Turchia   | 1 – 0 | Marocco | Estadio Antonio Peroles |
| \| \| \| \| \| Turan 31’ \| Marcatori \| \| |           |       |         |                         |
|                                             |           |       |         |                         |
| Turan 31’                                   | Marcatori |       |         |                         |

| El Ejido 1º luglio 2005                                                       | Spagna    | 5 – 0 | Libia | Estadio Municipal Santo Domingo |
| \| \| \| \| \| Gámez 4’, 60’ del Moral 71’, 87’ Valera 76’ \| Marcatori \| \| |           |       |       |                                 |
|                                                                               |           |       |       |                                 |
| Gámez 4’, 60’ del Moral 71’, 87’ Valera 76’                                   | Marcatori |       |       |                                 |

#### Finale 3/4º posto
| Roquetas de Mar 3 luglio 2005                                                              | Libia                | 1 – 1 (d.t.s.) | Marocco | Estadio Antonio Peroles |
| \| \| \| \| \| Albamrock 87’ \| Marcatori \| 9’ Souari \| \| \| Tiri di rigore 4 – 3 \| \| |                      |                |         |                         |
|                                                                                            |                      |                |         |                         |
| Albamrock 87’                                                                              | Marcatori            | 9’ Souari      |         |                         |
|                                                                                            | Tiri di rigore 4 – 3 |                |         |                         |

#### Finale
| Arbitro: | João Ferreira |

|         |           |  |
| Kepa 7’ | Marcatori |  |

## Medagliere
| Posizione | Paese   |
| --------- | ------- |
|           | Spagna  |
|           | Turchia |
|           | Libia   |
| 4         | Marocco |